# Andover (Hampshire)

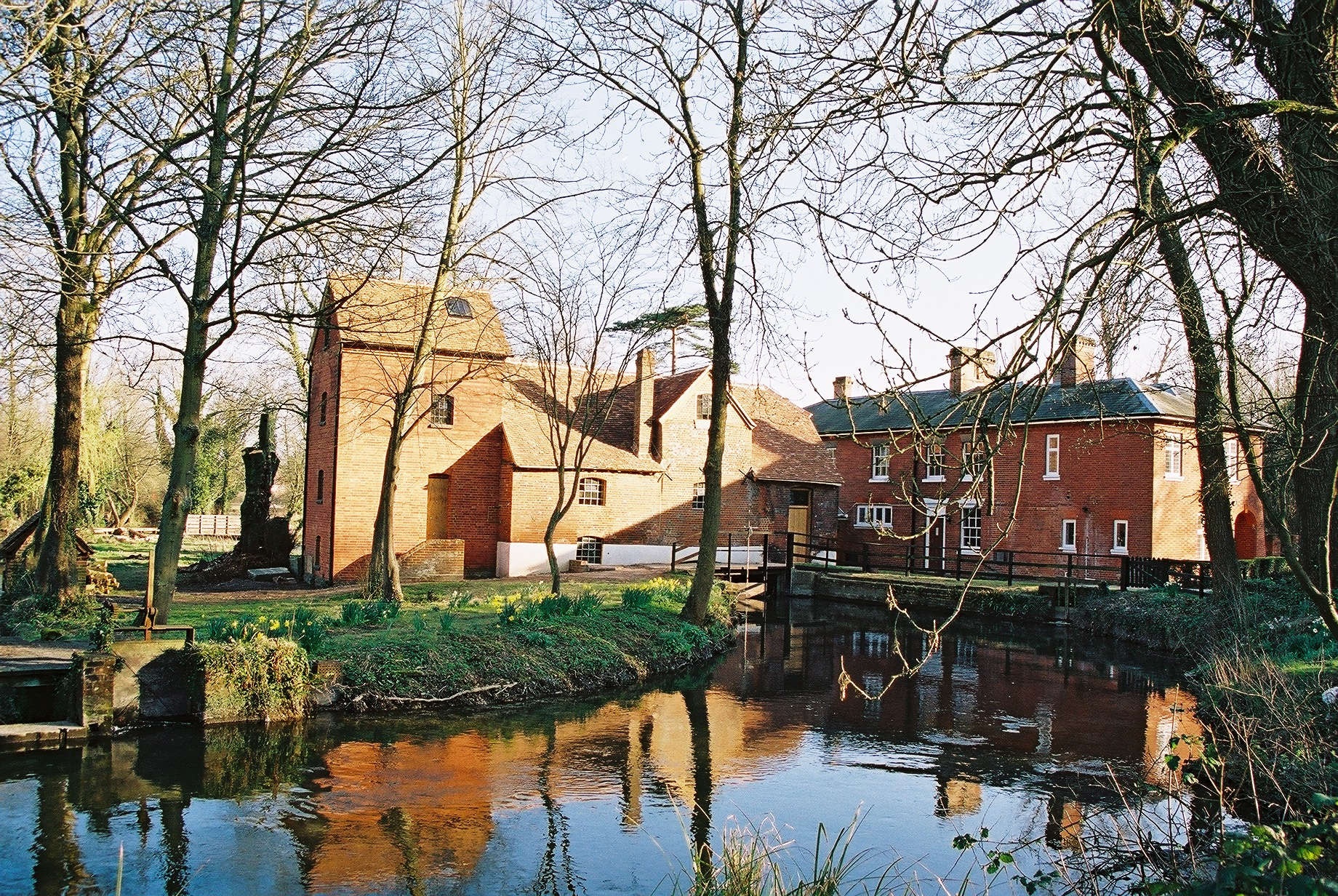

Andover ist eine Stadt in der südenglischen Grafschaft Hampshire. Sie liegt am Fluss Anton, rund 30 km westlich von Basingstoke, 30 km nordwestlich von Winchester und 40 km nördlich von Southampton. Andover zählt etwa 52.000 Einwohner und ist Verwaltungssitz des Distrikts Test Valley. Andover steht in Partnerschaft mit der deutschen Stadt Goch und der französischen Stadt Redon.

## Geschichte
Die Ersterwähnung von Andover erfolgte im Jahr 950, als König Eadred hier eine königliche Jagdhütte errichten ließ. 994 wurde in Andover ein Wikingerkönig getauft, dabei handelte es sich entweder um Olav I. Tryggvason aus Norwegen oder um Olof Skötkonung aus Schweden. Die Taufe war Teil einer Vereinbarung mit dem englischen König Æthelred, mit der die Wikinger ihre Plünderungen einstellten.
1086 gab es in Andover laut dem Domesday Book 107 männliche Einwohner und eine Gesamtbevölkerung von rund 500. Andover war etwa viermal so groß wie ein gewöhnliches Dorf und hatte sechs Mühlen. 1175 gewährte Richard Löwenherz dem Ort gewisse Rechte und es bildete sich eine Händlergilde, welche die Verwaltung übernahm. Johann Ohneland gab den Händlern im Jahr 1201 das Recht, in Andover die königlichen Steuern einzutreiben. 1256 gewährte Heinrich III. Andover die niedere Gerichtsbarkeit. Andover entsandte erstmals 1295 einen Abgeordneten ins englische Parlament. In den Jahren 1141 und 1435 verwüsteten Großbrände den Ort.
Andover war Sitz verschiedener kirchlicher Institutionen. Neben der Marienkirche gab es ein Priorat und ein Hospital, die Johannes dem Täufer geweiht waren sowie ein Leprahospiz, das Maria Magdalena geweiht war. Heinrich VIII. ließ das Priorat und das Hospital im Jahr 1538 während der Reformation schließen. 1599 erhöhte Elisabeth I. die Anzahl der Jahrmärkte von einem auf drei.
Während des 18. Jahrhunderts entwickelte sich Andover zu einem bedeutenden Zwischenhalt auf der Postkutschenroute von Exeter über Salisbury nach London. 1789 wurde ein Kanal nach Southampton eröffnet, der jedoch kein kommerzieller Erfolg war und 1859 wieder geschlossen wurde. Am 3. Juli 1854 verkehrte der erste Zug auf der Eisenbahnlinie von London über Andover nach Salisbury.

## Wirtschaft
Größter Arbeitgeber der Stadt ist das Verteidigungsministerium. Die Luftwaffenbasis RAF Andover wurde während des Ersten Weltkriegs südlich von Andover eröffnet und entwickelte sich zum Schulungszentrum für das Bodenpersonal der Royal Air Force. Während des Zweiten Weltkriegs befand sich hier das Hauptquartier des Reparaturkommandos. Ab Januar 1945 war in Andover die erste britische Helikoptereinheit stationiert. Seitdem die RAF aus Andover abgezogen wurde, ist der Flugplatz nicht mehr in Betrieb, stattdessen sind hier zahlreiche Einrichtungen der British Army konzentriert worden. Bis 2009 wurde die ehemalige Luftwaffenbasis zum Hauptquartier der Armee umfunktioniert.
R.Twining & Co. Limited betreibt im Ort ein Werk für Teemischungen.

## Söhne und Töchter der Stadt
- William Paulet (1804–1893), Generalfeldmarschall
- Roger Bower (1903–1990), Generalleutnant der British Army
- C. C. Stevens (1907–1974), Tontechniker
- Reg Presley (1941–2013), Sänger und Songwriter
- Gina Hathorn (* 1946), Skirennläuferin
- Kate Howey (* 1973), Judoka
- Katie Piper (* 1983), Moderatorin, Model und Opfer eines Säureattentats